# Sergei Bragin
Sergei Bragin (Tallinn, 19 marzo 1967) è un allenatore di calcio ed ex calciatore estone, di ruolo centrocampista, dal 2014 vice allenatore del FCI Tallinn.

## Palmarès

### Club
- Meistriliiga: 6

Norma Tallinn: 1992, 1992-1993
Lantana Tallinn: 1995-1996, 1996-1997
Levadia Maardu: 1999, 2000
- Eesti Karikas: 2

Levadia Maardu: 1999, 2000
- Eesti Superkarikas: 3

Levadia Maardu: 1999, 2000, 2001

### Individuale
- Capocannoniere della Meistriliiga: 3

1992 (18 gol), 1992-1993 (27 gol), 1996-1997 (18 gol)